# فرودگاه کاپیتان اوریل لی پلازا
فرودگاه کاپیتان اوریل لی پلازا (به انگلیسی: Capitán Oriel Lea Plaza Airport) یک فرودگاه غیرنظامی و نظامی با کد یاتا TJA است که یک باند فرود آسفالت دارد و طول باند آن ۳۰۵۰ متر است. این فرودگاه در کشور بولیوی قرار دارد و در ارتفاع ۱۸۵۴ متری از سطح دریا واقع شده‌است.